# Misty Copeland
Misty Copeland (Kansas City, Missouri; 10 de septiembre de 1982) es una bailarina de ballet estadounidense, que forma parte del American Ballet Theatre. El 30 de junio de 2015 se convirtió en la primera afroamericana en ser ascendida a bailarina principal en los 75 años de historia de esa institución.
Además de su carrera como bailarina, Copeland ha desempeñado las labores de oradora pública, portavoz y artista de teatro. Ha escrito tres libros, dos autobiográficos y uno de literatura infantil, y narró un documental sobre los desafíos de su carrera, titulado Un cuento de bailarinas. En 2015, fue nombrada una de las 100 personas más influyentes del mundo por la revista Time, apareciendo en su portada. Participó en el rodaje de la película El Cascanueces y los cuatro reinos, como la Bailarina, una talentosa princesa bailarina en los misteriosos Cuatro Reinos. Tiene un curso en MasterClass y aparece en el primer tomo de la saga Cuentos de buenas noches para niñas rebeldes.

## Vida personal
Conoció a su marido, Olu Evans, en 2004 después de que el primo de Evans, Taye Diggs, los presentara. En 2015 hicieron público su compromiso en la portada de la revista Essence. Se casaron en California el 31 de julio de 2016. Tienen un hijo nacido en abril de 2022. La familia reside en el Upper West Side de Manhattan.